# Maria Schouwenaars
Maria (Christiana Antonia) Schouwenaars (Mortsel, 4 maart 1907 - ? 1995) was een Belgische onderwijzeres en onderwijsinspectrice. Ze zette zich in om het meisjesonderwijs te verbeteren, zodat vrouwen uit alle rangen eenzelfde vorming zouden krijgen die aangepast was aan hun noden. Daarbij moest seksuele opvoeding ook aan bod komen. Ze was ook voorvechtster om vrouwen na hun huwelijk aan het werk te houden in het katholiek onderwijs.

## Leven
Maria Schouwenaars was het derde kind en enige dochter van Jan Schouwenaars en Angelina Vlymincx. Haar vader was zelfstandig likeurhandelaar. Haar moeder werkte voor haar huwelijk in een kruidenierzaak en beheerde na haar huwelijk thuis een naaiatelier dat kleding maakte voor de burgerij.
In het katholieke gezin was er ruimte voor cultuur en studie. Schouwenaars zat in de lokale turnkring, speelde toneel en was lid van VKAJ. Ze mocht verder studeren en behaalde in 1928 met onderscheiding haar diploma als lerares letterkunde voor het middelbaar onderwijs aan het Onze-Lieve-Vrouwinstituut Antwerpen. Schouwenaars wijdde zich geheel aan haar werk en stierf ongehuwd in 1995.

## Werk
Na haar studies gaf Schouwenaars Nederlands, Frans en Engels in het Onze-Lieve-Vrouwinstituut Antwerpen, Technisch Instituut Sint-Agnes van de Ursulinen van Borgerhout en de Beroepshuishoudschool Sint-Godelieve Antwerpen. Rond haar ontstond een Eucharistische Kruistocht (EK)-studiegroep, een katholieke jeugdbeweging, van jonge meisjes die na de schooluren thema’s zoals seksualiteit en godsdienst bespraken. Daarnaast was Schouwenaars luisterend oor voor meisjes die in de problemen waren gekomen door ongewenste zwangerschap, onvrede van de ouders met de partnerkeuze, prostitutie, enzovoort.
Geïnspireerd door deze ervaringen studeerde ze succesvol verder aan de Hoger Instituut voor Opvoedkunde in Antwerpen en schreef ze haar eerste artikelen, die ze ondertekende onder pseudoniemen S.C., Cecilia Van Wal of M.C.S. Later verdedigde ze ook in verschillende vakbladen, zoals Christine school en Vlaams Opvoedkundig Tijdschrift, en katholieke tijdschriften haar visie. In 1939 werd Schouwenaars kantonnaal inspectrice in het lager onderwijs in Moeskroen en later Brussel. Ze was erg leergierig en vormde zich verder aan School voor Opvoedkunde en voor Opvoedkundige Zielkunde van de Katholieke Universiteit Leuven. In 1949 werd ze inspectrice voor het kleuteronderwijs in Antwerpen. Gedreven door haar passie voor meisjesopvoeding volgde ze de buitenlandse onderwijsvernieuwing op via het Christen Inspecteursverbond en werd in 1965 door Adriaan Van Kaam gevraagd om een lezing te geven aan de Duquesne University van Pittsburgh over godsdienst en de problematiek van de vrouw. Ze was ook betrokken bij conferenties rond het Tweede Vaticaans Concilie. Schouwenaars wist daar vanuit haar ervaring de brug te slaan tussen theorie en praktijk.
In 1967 ging Schouwenaars op pensioen, waarna de frequentie van schrijven en spreken daalde. In 1980 pleitte ze nog in het toonaangevende tijdschrift Kultuurleven voor erkenning van de gelijkheid van man en vrouw in de katholieke Kerk, die anders haar geloofwaardigheid verliest.  In 1964 stond Schouwenaars ook op de CVP-lijst voor de gemeenteraadverkiezingen.           

## Onderwijsvernieuwing en emancipatie van de vrouw
Schouwenaars wilde het meisjesonderwijs verbeteren. Door het toevoegen van gemoedsvorming en vorming van de meisjes hun ‘geestelijk en natuurlijk moederschap’ aan de opleiding, zonder onderscheid  te maken naar rang of stand, zou de opleiding beter afgestemd worden op de psychologie van meisjes en vrouwen. Fabrieksmeisjes moesten dezelfde vorming krijgen als anderen. Dit idee kwam tegemoet aan de vernieuwingsbeweging waar na de Tweede Wereldoorlog in het onderwijs nood aan is. Schouwenaars kon het dan ook in de praktijk brengen. Met steun van de Kontichse pastoor werd in zijn parochie in 1940 een driejarige ‘Wintercursus Opleiding van het meisje tot huishouding en moederschap’ gestart, waarin meisjes vanaf 17 jaar lessen opvoedkunde, kinderverzorging, naaien en zang kregen ter voorbereiding op het huwelijk en moederschap. De cursus werd financieel gesteund vanuit het Ministerie voor Onderwijs en de provincie en werd herhaald in Kontich en wat later bij Agfa-Gevaert. Terwijl Schouwenaars' ideeën in België verder weinig doorstroming kende, werd het initiatief wel opgepikt in Nederland door priester H. Houben. Samen met hem stichtte Schouwenaars er vanaf 1947 verschillende Mater Amabilisscholen, waar werkende meisjes konden “leren voor het leven”. Ze mocht zelfs op audiëntie bij Paus Pius XII om haar visie over jeugdvorming toe te lichten.
Hoewel de opvoedingsvisie van Schouwenaars stoelde op de katholieke traditie van de vrouw als huismoeder, het katholieke ideaalbeeld in die tijd, droeg ze bij aan de emancipatie van de vrouw in die katholieke Kerk. Zo pleitte ze in 1960 om onderwijzeressen die huwden niet langer te ontslaan. Ontslag was de norm in het katholiek onderwijs in België en werd verdedigd door vrouwelijke religieuzen. Dit werd echter steeds meer in vraag gesteld door het groeiende korps van lekenonderwijzers. In 1963 werd, mede dankzij Schouwenaars, het statuut voor de onderwijzer gewijzigd door alle Verbonden van het Katholiek Onderwijs in België zodat een lekenonderwijzeres niet langer ontslagen werd wanneer ze huwde.